# Jean-Louis Vaulezard

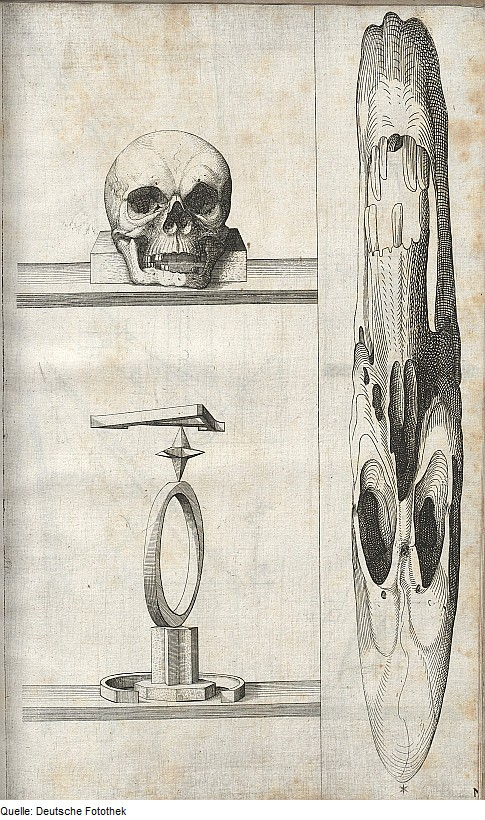
Anamorfosis

Jean-Louis Vaulezard (denominado también Jean Louis Vaulezard) fue un geómetra francés del siglo XVII. Estuvo muy interesado en el desarrollo de la óptica y las imágenes especulares, de esta forma en el año 1630 publica una obra titulada: Perspective cilindrique et conique ou traicté des apparences veuës par le moyen des miroirs (perspectiva cilíndrica y cónica en el estudio de las apariencias mediante el uso de espejos) haciendo sus primeros estudios en la teoría de la anamorfosis. Sus primeras obras se dedican al estudio de la nueva álgebra (algèbre nouvelle) descubierta por el François Viète.

## Obras
Las obras de Vaulezard se centran en el estudio geométrico de los relojes solares y a partir de 1640 comienza a describir un nuevo reloj que supone un hito en la historia de la gnomónica: el reloj analemático. Reloj al que dedica posteriormente varios años de estudio.
- 1630, Introduction en l'art analytic ou algèbre nouvelle, traduite en notre langue et commentée par I.L. Sieur de Vau-Lezard, mathématicien. Paris, Jacquin, in 12, 79 p,

- 1630, Mis en françois, commentez et augmentez des exemples du poristique, & exegetique parties restantes de l'analitique. Soit que l'exegetique, soit traitté en nombres ou en lignes. Par I. L. sieur de Vaulezard ; Auteur François Viète. Imprimé chez Julian Jacquin imprimeur-libraire, 219 p.

- 1630, Perspective cilindrique et conique, concave et convexe ou traité des apparences vueus par le moyen des miroirs, Paris.

- 1631, Abrégé ou racourcy de la perspective par l'imitation. Par I. L. de Vaulezard. Réédition en 1633.[2]

- 1640,  Traicté ou usage du quadrant analématique, par lequel avec l'ayde de la lumière du soleil, on trouve en un instant sans ayguille aymantée la ligne méridienne. La Description des horloges solaires et la pluspart des phœnomènes appartenant au soleil. Par le sieur de Vaulezard,... Paris : au Globe céleste.

- 1644, Traitté de l'origine, demonstration, construction & usage du quadrant analematique, par lequel avec l'ayde de la lumiere du soleil, on trouve en un instant sans aiguile aimantée la ligne meridienne. La description des horloges solaires, & la pluspart des phœnomenes appartenant au soleil.Plus le moyen de construire un horloge solaire par le moyen de trois ombres du soleil en un mesme jour...  Par le sieur de Vaulezard, Paris : J. Le Brun, au Globe céleste.